# لبریخا (سانتاندر)
لبریخا (سانتاندر) (به اسپانیایی: Lebrija, Santander) یک سکونتگاه مسکونی در کلمبیا است که در بخش سانتاندر واقع شده‌است.